# Јерменија на Светском првенству у атлетици у дворани 2022.
Јерменија је учествовала на 18. Светском првенству у атлетици у дворани 2022. одржаном у Београду од 18. до 20. марта петнаести пут. Репрезентацију Јерменије требао је да представља 1 атлетичар у троскоку.,
На овом првенству такмичар Јерменије није стартовао у троскоку.

## Учесници
Мушкарци:
- Левон Агхасиан — Троскок

## Резултати

### Мушкарци
| Атлетичар      | Дисциплина | Лични рекорд | Финале         | Финале         | Детаљи |
| Атлетичар      | Дисциплина | Лични рекорд | Резултат       | Место          | Детаљи |
| -------------- | ---------- | ------------ | -------------- | -------------- | ------ |
| Левон Агхасиан | Тоскок     | 17,16 о      | Није стартовао | Није стартовао |        |